# 古希臘同性戀

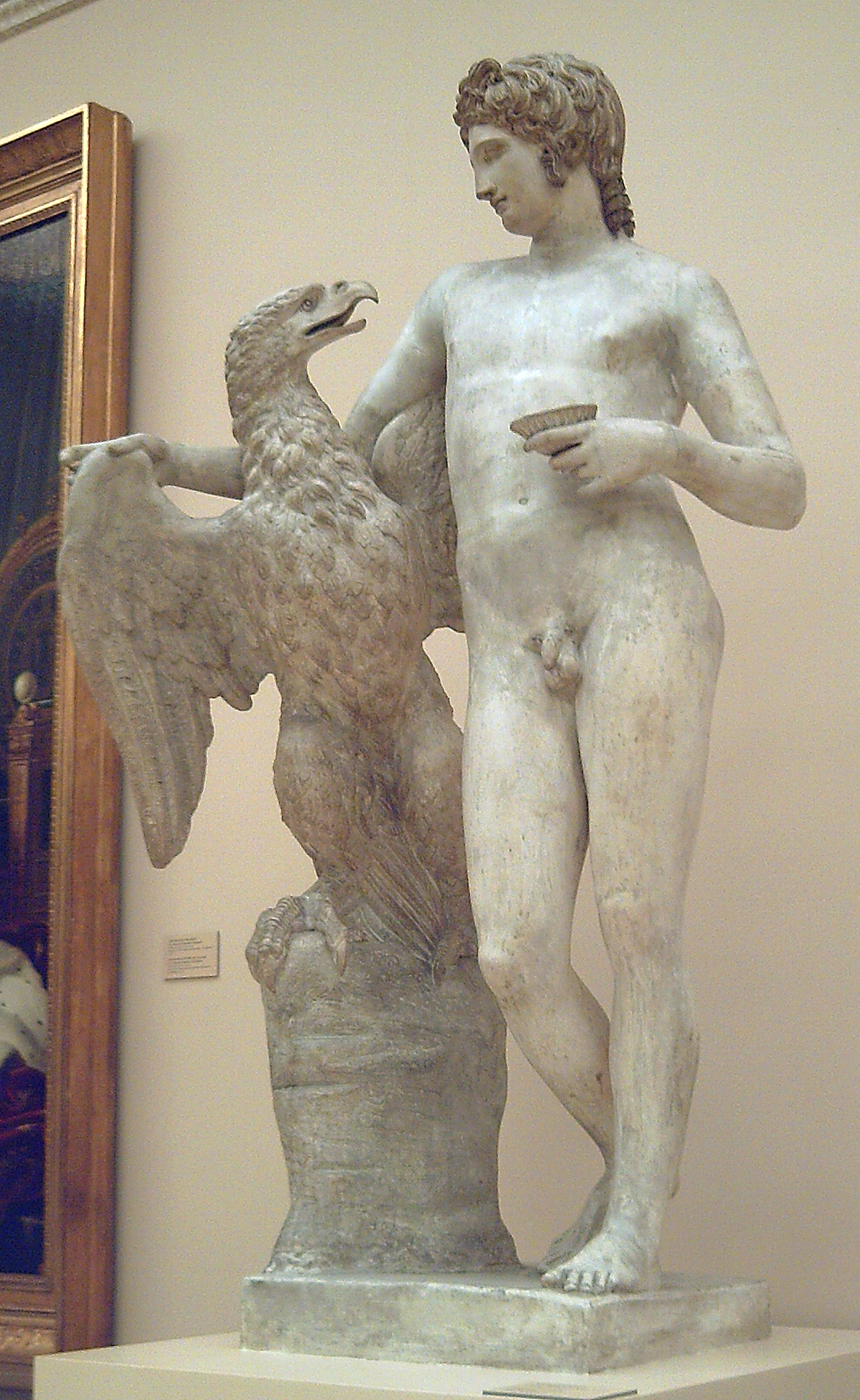
少年愛題材常見於古希臘藝術中。圖為美少年甘尼美（Ganymed）與化身成老鷹的宙斯，後者誘拐甘尼美的故事即水瓶座的由來。

同性戀文化在歐洲的發展以古希臘時期為最高峰，許多著名學者如希羅多德、柏拉圖、色諾芬與阿特納奧斯等都曾在著作與論述中提及或探討古希臘社會上盛行的同性戀文化。當時古希臘盛行成年男子與少年間的同性愛情，並對同性戀美學推崇備至，相關題材泛見於雕塑、繪畫與文學等，同時他們也不像現代那樣將性取向視為一種標籤。:23值得一提的是，當時的夫妻年齡結構也大約是這樣的組成模式，即30歲左右的丈夫與10幾歲妻子的組合。:3
儘管當時也存在成年男子間的同性愛情，但戀人中處於被動地位者其社會地位也會較低，這是因為古希臘人的社會地位取決於其性角色，主動方通常社會地位較高，被動方則較低。:24這除了造成當時社會上普遍的少年愛好，也導致女性的社會地位往往不如男性，例如古希臘城邦的選舉權只有成年的男性自由民可以擁有。:135相較於男同性戀的盛行，女同性戀在當時的發展就較不為人所知，但仍留下一點線索，如女作家莎芙的作品等。

## 男同性戀

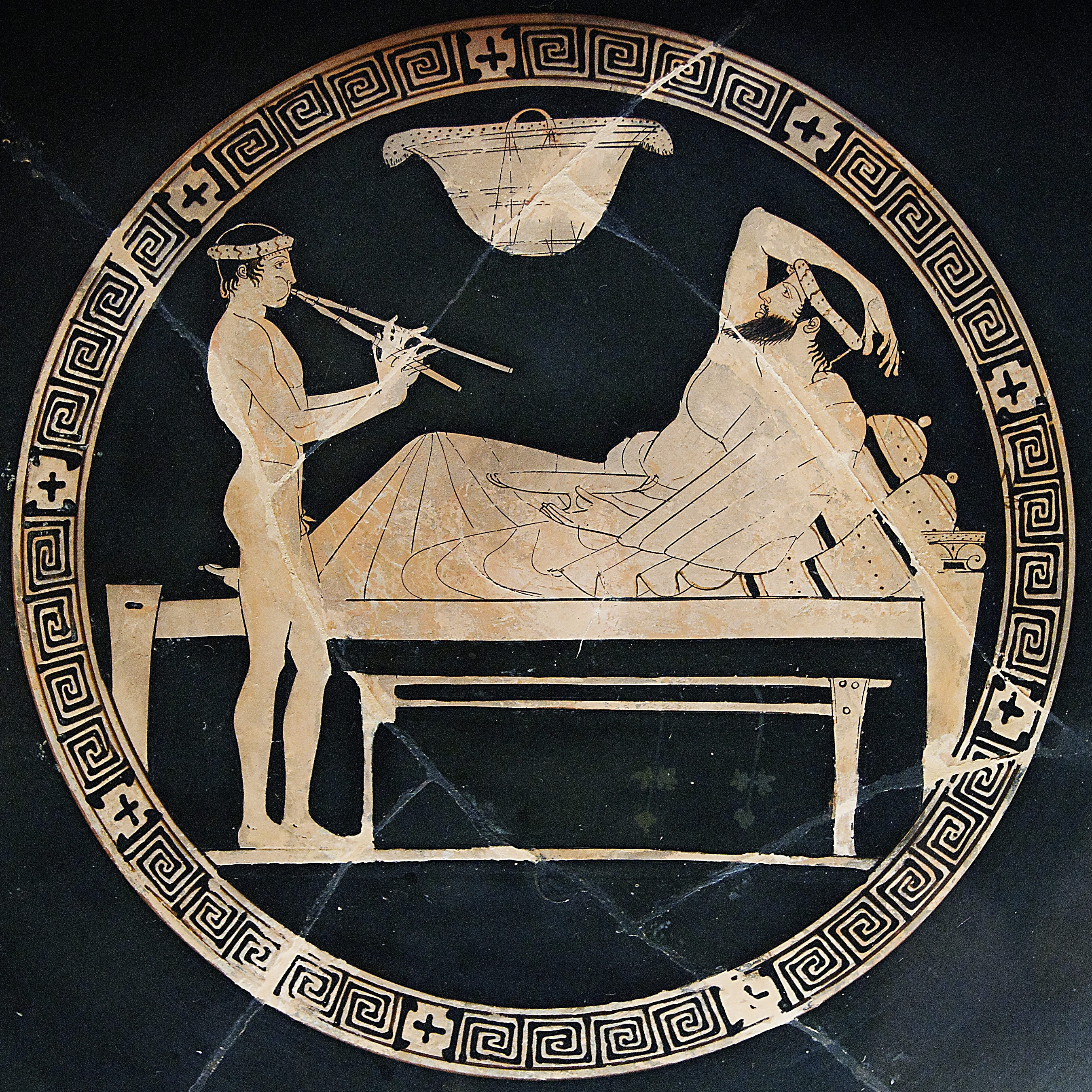
在宴會上吹奏奧洛斯管的少年

### 少年愛
古希臘社會中，（Paiderastia，少年愛）是最常見的同性愛情關係，該詞後來也成為英語中「Pederasty」（雞姦者）的起源。在當時這樣的結合有其社會意義存在，因為愛情，年長的男性會盡其所能將自己所學的知識與技能教授給少年，同時也會給予少年保護，而少年則以青春與承諾來回報。:62古希臘盛行的少年愛好起源自城邦出現前的部落時期，這些部落有將人們按年齡分組的傳統。當少年成年時，部落會指派一個年長男性將他暫時帶離部落，並教導少年成年後所應負的社會責任與基礎的謀生能力，但同時也會對少年進行性教育，此即古希臘少年愛的起源。
古希臘在進入城邦時期後，社會不再要求少年必須離開部落學習，但仍必須向城中一名成年男性學習知識與技能。這些成年男性一如在部落時期一樣扮演少年的年長伴侶角色，他們除了會教導少年知識以外，還會對少年產生愛情。:40由於少年的社會地位較低，所以在這段感情中通常扮演被動方角色。:40為了避免少年遭到性剝削，古希臘社會曾立法保護少年免於性侵害威脅。當成年男子仰慕於某個少年時，他必須接受少年提出的一段觀察期，以確保他是真心想教導少年他所擁有的知識，而非只是想和少年發生性行為。如果一個少年太早接受仰慕者的追求，他會被視為是「容易獲得」的對象，但如果讓仰慕者等太久，那麼少年也會被人鄙夷。
古希臘人認為少年發育的黃金時段是青春期至長出體毛為止，因此12歲以上至17歲以下的少年被認為最具吸引力。愛上12歲以下的少年會被認為是不道德的，但並沒有法律明文禁止這種行為。由於男風盛行，在古希臘城邦也有男妓的存在，這些以賣淫維生的少年大多都是奴隸，他們的顧客則大多是平民階級的古希臘公民。因為對平民階級的男子而言，貴族的那套追求方法太不切實際，而男妓的存在則可以滿足他們對少年的愛慕。同時因為古希臘人認為口交是可恥的，所以有需要的公民會找男妓解決。另外在當時誘使一個自由民少年賣淫是極為嚴重的罪行，而自由民少年通常也不被鼓勵從事賣淫。:24有賣淫背景的自由民少年在成年後會喪失公民權，包括選舉權與訴訟權等。
少年愛在古希臘城邦中具有社會教育的重要意義，這種同性愛情關係建立起古希臘的系統化教育，並對當時人們的日常生活、哲學思想與藝術創作產生深刻的影響。:66

### 成年男性間的同性戀
相較於少年愛的盛行，成年男性間的同性愛就比較不被鼓勵。這是因為古希臘社會崇尚男性的陽剛氣質，較為陰柔的男性會受到鄙視。:444因此在古希臘成年的男同性戀伴侶中，被動方的社會地位往往會因此大幅滑落。:444現代研究也顯示當時的男同性戀伴侶中，被動的那一方往往會被嘲笑成「是個女人」，因為他們仍像少年時期那樣在一段關係中處於被動的角色。:444在古希臘喜劇作家阿里斯托芬的劇作中也曾大肆嘲笑這些氣質陰柔的同性戀者，並稱他們是社會上的恥辱。

#### 阿基里斯與帕特羅克洛斯

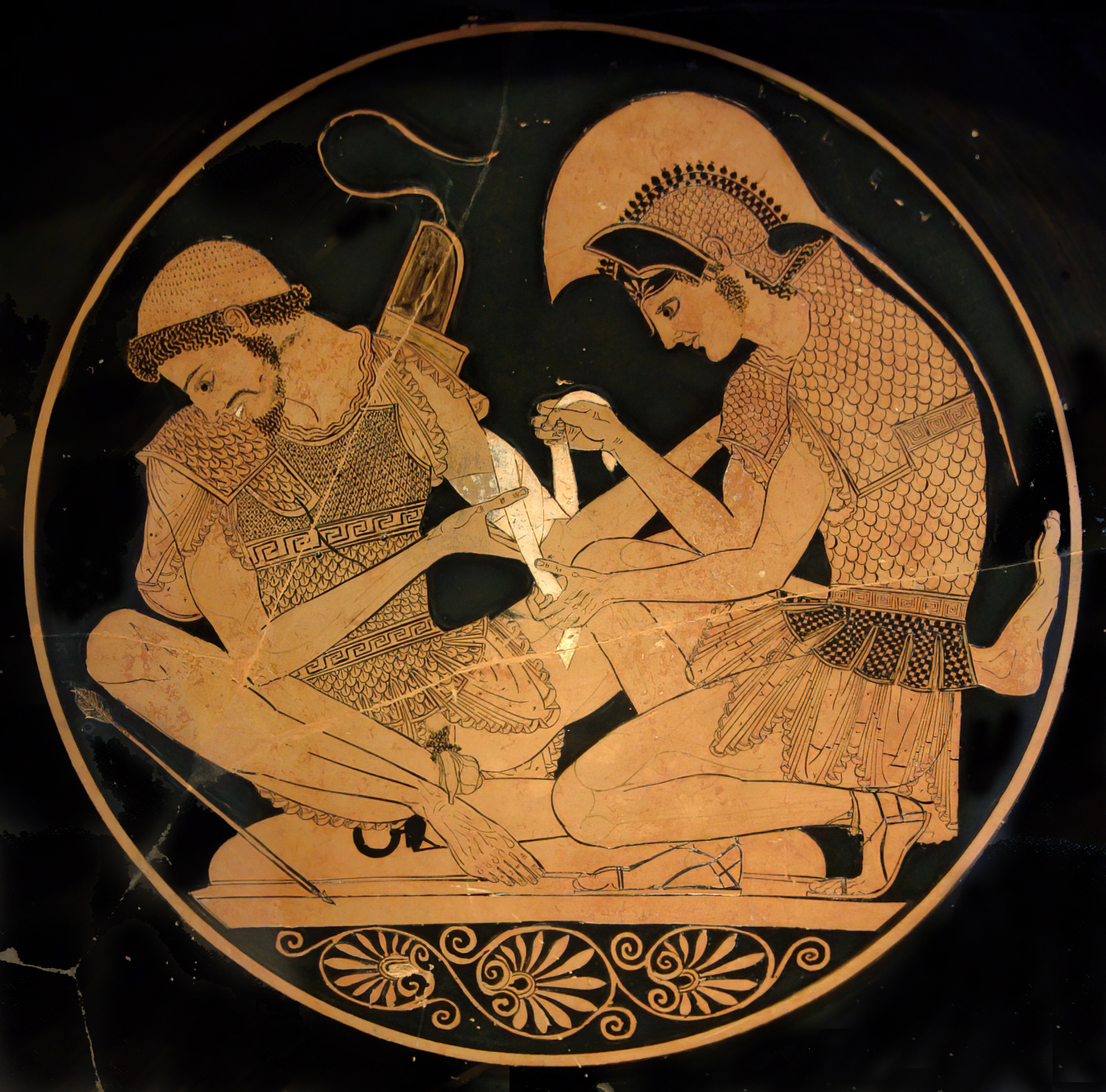
阿基里斯與帕特羅克洛斯

最早有文字記錄的古希臘成年男同性戀伴侶出現在荷馬的史詩作品《伊里亞德》中。荷馬雖未在其著作中明確提及英雄阿基里斯與其摯友帕特羅克洛斯是否有同性戀關係，但早在前480年時這兩位英雄就已成為繪畫或文學中的同性戀象徵，而這是基於史詩中關於阿基里斯與帕特羅克洛斯的描述。例如阿基里斯向來是個冷酷的英雄，拒絕為希臘人參戰，卻懷有眾人皆死，只剩他與帕特羅克洛斯攜手佔領特洛伊城的想像；:296當帕特羅克洛斯死於赫克托爾之手後，阿基里斯幾乎陷入瘋狂，甚至不顧眾神的忠告執意要參戰為好友復仇，即便代價是死亡。:343-345由於當時的古希臘人並不欣賞這種同性關係，還曾刻意誇大阿基里斯與帕特羅克洛斯的年齡差距，以消除兩人是成年同性戀伴侶的事實。阿基里斯死後，根據他的遺願，希臘人將他的骨灰與帕特羅克洛斯的骨灰混合在一起，然後下葬在黑海的小島上。如此一來他們就能永世都在一起。

#### 同性婚姻
同性婚姻在古代極為少見，其中有記錄的一對是雅典的保羅尼阿斯與悲劇作家阿加東的婚姻。而亞歷山大大帝與其兒時玩伴赫費斯提翁有時也被認為是同性伴侶。:66

## 女同性戀
相較於男同性戀在古希臘的盛行，女同性戀的發展就較不為人所知，遺留下來的文獻極少。在這其中，女作家莎芙的作品為當時女同性戀的發展提供不少珍貴的記錄，同性戀美學在她筆下有了極詩意的描寫，連她定居的希臘島嶼萊斯博斯島（Lesbos）都成為英語中「女同性戀」（Lesbian）一詞的由來。:50莎芙約生於前612年，身為貴族後代的她在家鄉創辦貴族女子學校，詩作因此大多都是描寫她與女學生間的同性愛情。她的一生中共作出9卷詩歌，但只有少數斷簡殘篇流傳至今，她的絕大部份作品都在中世紀時被基督教會以「有傷風化」的罪名加以焚燬。:51近代對莎芙作品的研究是西方女性主義學者的一項重要議題，美國心理學家莫爾頓·亨特便曾在他的著作中如此評論莎芙的詩歌：
|                                  | 她的詩歌對後世的文學和人們的日常生活產生了巨大的影響。兩千五百年來，情人們所忍受過的情感痛苦，大部份已被莎芙描寫過。她的這一發明在產生心理影響的同時，也對文化的形成產生了作用。 |
| ——莫爾頓·亨特，《情愛自然史》:58 | |

這位有「第十繆斯」之稱的女作家，在殘存的詩作中充份展現出她對學生的同性愛情，例如她曾因學生將要出嫁而作詩表達自己內心的痛苦：
|                      | 在我眼裡他（新郎）好像一位神祇， 正美滋滋地痴望著妳， 靜靜地坐在妳身旁， 聆聽妳娓娓細語。 低弱的笑聲中流露著愛的愜意， 噢！ 這一切使我那憂鬱的心在胸中顫慄。 只要我凝望妳片刻， 周身便被滋滋作響的靈火燃遍， 唇舌焦烈，不能言語； 悲鳴在耳中轟響， 我四肢顫抖，汗流如雨； 面如秋草，形同枯槁， 蹣跚踉蹌墮入愛的迷離。 |
| ——莎芙，《致阿提斯》 | |

莎芙和她的學生們

儘管古希臘城邦斯巴達曾留有「婦女天體運動會」這樣的記錄，但相較於男同性戀的盛行，女子間的同性愛並不被受到重視。:135這是因為古希臘男人認為女人形同奴隸，只是生殖的工具，不值得投注愛情與追求。:53古希臘哲學家柏拉圖更曾在《會飲篇》中表明只有男人間的愛（brotherhood love）是高貴的，而其它種類的愛（包括男女愛、sisterhood love）則不應受到重視。